# ديبورا تورنر هاريس
ديبورا تورنر هاريس (بالإنجليزية: Deborah Turner Harris)‏ (1951، بنسيلفانيا في الولايات المتحدة)؛ روائية أمريكية.